# Томчик, Станислава
Томчик, Станислава Янина (пол. Stanisława Janina Tomczyk; 1885 — 2 апреля 1975) — польский медиум, сеансы с её участием были популярны в начале XX века. Скептики утверждали, что она использовала невидимую нить для своих сеансов, а профессиональные фокусники смогли повторить её трюки, которые, по её утверждениям, имели метафизическую природу.

## Биография
В возрасте 20 лет Станислава Томчик была арестована во время революционных волнений, что могло повлиять на её психику. В 1908—1909 гг. сам Юлиан Охорович стал изучать её способности и проводить с ней сеансы. Он гипнотизировал Станиславу, и та утверждала, что её действиями управляет некое существо, которое она называла «Стася». По мнению Охоровича, это была её вторая личность. В ходе сеансов ставились эксперименты с левитацией различных предметов. На некоторых фотографиях этих экспериментов наблюдатели замечали очертания нити, которые Охорович считал проявлениями «идеопластии».